# The Legend of Johnny Cash
The Legend of Johnny Cash è un album raccolta del cantante e musicista statunitense Johnny Cash, pubblicato nell'ottobre 2005.

## Tracce
1. Cry! Cry! Cry! – 2:24
2. Hey, Porter – 2:13
3. Folsom Prison Blues – 2:49
4. I Walk the Line – 2:45
5. Get Rhythm – 2:14
6. Big River – 2:32
7. Guess Things Happen That Way – 1:51
8. Ring of Fire – 2:37
9. Jackson – 2:46
10. A Boy Named Sue (live) – 3:46
11. Sunday Mornin' Comin' Down – 4:07
12. Man in Black – 2:52
13. One Piece at a Time – 4:02
14. Highwayman – 3:03
15. The Wanderer – 4:45
16. Delia's Gone – 2:19
17. Rusty Cage – 2:49
18. I've Been Everywhere – 3:16
19. Give My Love to Rose – 3:27
20. The Man Comes Around (Early Take) – 3:50
21. Hurt – 3:38